# Талнах
Тална́х — район города Норильска, имевший статус города с 1982 по 2004 год. Основан в 1960 году в ходе экспедиции Маслова Георгия Дмитриевича. Находится на севере Красноярского края, на юге Таймырского полуострова, в 25 километрах к северу от центра Норильска, с которым соединён автомобильной и железной дорогами. Талнах расположен на правом берегу реки Норильской (в народе «Норилка»; Норильск находится на левом берегу) у отрогов плато Путорана, близ р. Талнах (в народе «Талнашка», правый приток реки Норильской, бассейн реки Пясины), от которой и получил своё название, означающее по-долгански дословно «речка с наледью» (в вольном переводе «запретное место»).
Население — 47 216 чел. (2021 г.).

## Этимология
Поселение возникло в урочище Талнах. Само же название имеет тюркское происхождение и восходит к долганскому слову талнах со значением «запрет». В прошлом местность считалось плохим, гиблым, что связывают с речной наледью.

## История

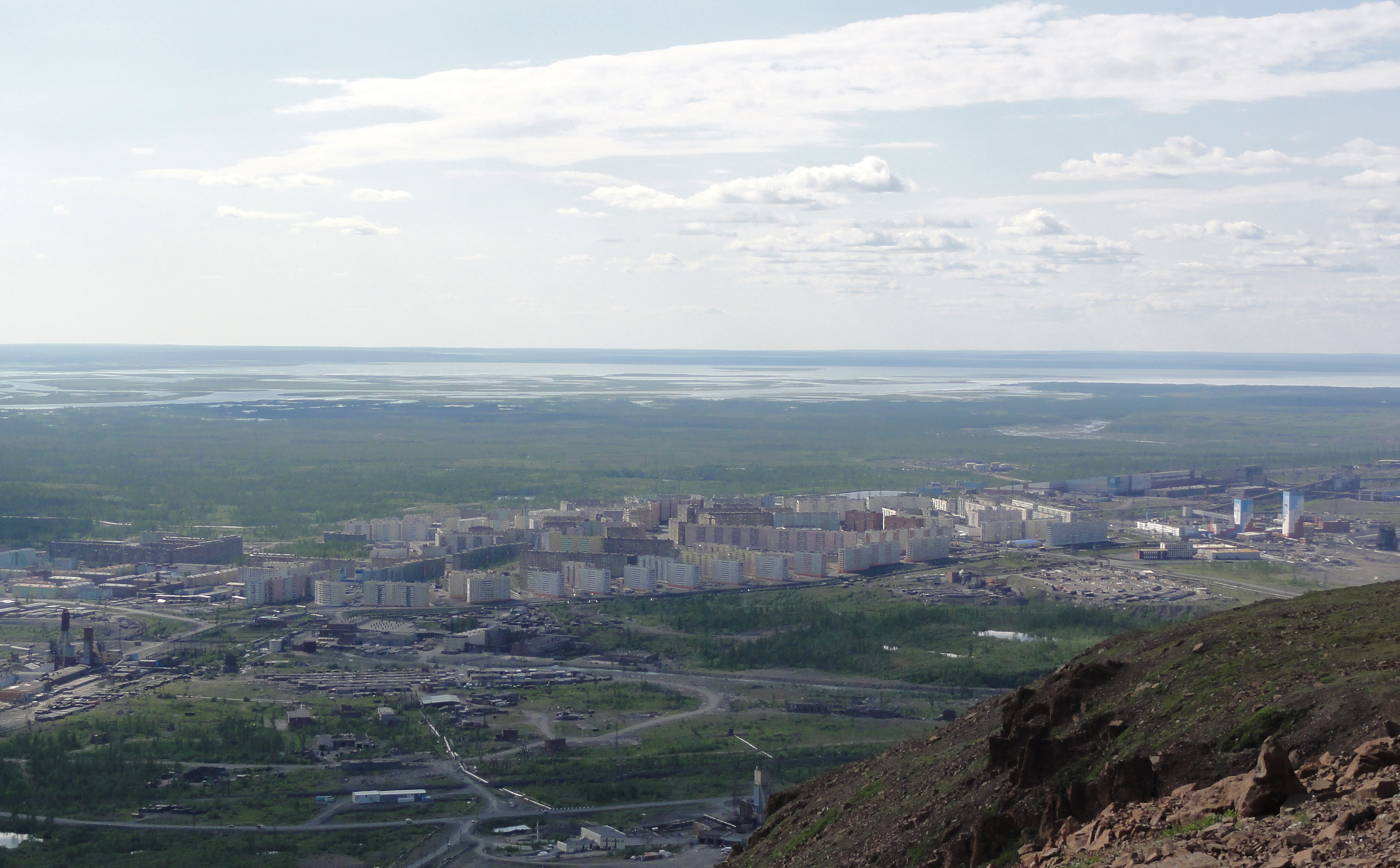
Вид на Талнах и близлежащие сооружения с окрестных гор

Во время норильской экспедиции в 1920 году на Хараелахе побывал Н. Н. Урванцев, обнаружив здесь богатые месторождения каменного угля, но выходов окисленных сульфидных руд, подобных норильским, им встречено не было. Разработка месторождений Хараелаха и строительство рабочего посёлка началось после обнаружения здесь экспедицией Г. Д. Маслова в 1960 году богатого месторождения медно-никелевых полиметаллических руд. 24 августа 1960 года была заложена первая скважина, с которой начался Талнах. В 1965 году построен мост через р. Норильскую. С интенсивным развитием горнорудной базы появилась необходимость в переработке руды. В декабре 1972 года Строительным управлением «Талнахпромстрой» было начато строительство Талнахской обогатительной фабрики. Первая руда «Таймырского» с начала 1983 года была поднята с глубин, на которых ещё никто в мире руду не добывал.
В 1964 году Талнах получил статус рабочего посёлка, в 1982 году — статус города. В 2004 году Талнах был лишён статуса города, был включён в городскую черту города Норильска и в 2005 году преобразован в административный район города Норильска.
В настоящее время рудники Талнаха — основная сырьевая база Заполярного филиала Горно-металлургической компании «Норникель».

## Население
| 1962    | 1965    | 1970    | 1975    | 1979    | 1980    | 1981    |
| ------- | ------- | ------- | ------- | ------- | ------- | ------- |
| 400     | ↗3200   | ↗9286   | ↗24 000 | ↗33 410 | ↗34 000 | ↗34 410 |
| 1986    | 1989    | 1991    | 1996    | 1998    | 1999    | 2000    |
| ↗58 849 | ↗62 849 | ↘60 912 | ↗69 000 | ↘67 100 | ↘64 736 | ↘62 000 |
| 2001    | 2002    | 2006    | 2007    | 2010    | 2021    |         |
| ↘58 920 | ↘58 654 | ↘58 200 | →58 200 | ↘47 307 | ↘47 216 |         |

## Климат
Суровый субарктический континентальный характер климата обусловлен в первую очередь сравнительной удалённостью от морского побережья и тем, что он расположен севернее полярного круга на 3 °.

### Температура воздуха
Климат района характеризуется отрицательной среднегодовой температурой воздуха, продолжительной зимой с сильными морозами и метелями, коротким дождливым, холодным летом, наличием частых и резких смен погоды.
Температурный режим воздуха характеризуется: низкими температурами, большой продолжительностью холодного периода, большим контрастом зимних и летних температур.
Сложный и пересечённый рельеф, обширная гидрографическая сеть, распространение многолетнемерзлых пород значительно усложняют микроклиматические условия, вследствие чего возникает большое количество различных микроклиматических зон. Нередко расположенные по соседству наблюдательные пункты фиксируют совершенно несопоставимые значения температуры воздуха, силы и направления ветра, мощности и плотности снежного покрова.
Средняя годовая температура воздуха за многолетний период по метеостанции Талнах составляет −9,4 °С, а средняя температура воздуха холодного периода для Талнаха составляет −18,4 °С.
Одной из характерных черт температурного режима является большой контраст зимних и летних температур. Так, абсолютный максимум температуры воздуха по метеостанции Талнах — +32,6°С, абсолютный минимум температуры воздуха −54,2°С. Амплитуда предельных температур доходит почти до 90°С. Резкая смена температур в течение суток в большинстве случаев зависит от смены воздушных масс.
| Показатель                                  | Янв.  | Фев.  | Март  | Апр.  | Май   | Июнь | Июль | Авг. | Сен. | Окт.  | Нояб. | Дек.  | Год   |
| ------------------------------------------- | ----- | ----- | ----- | ----- | ----- | ---- | ---- | ---- | ---- | ----- | ----- | ----- | ----- |
| Абсолютный максимум, °C                     | −1    | 1     | 7,8   | 11,4  | 22,8  | 30,4 | 32,6 | 29,3 | 21,6 | 9,6   | 3,1   | −0,4  | 32,6  |
| Средний суточный максимум, °C               | −23,6 | −23,7 | −17,7 | −9,8  | −1,4  | 10,8 | 19,1 | 14,9 | 7,1  | −6,9  | −17   | −21,8 | −5,9  |
| Средняя температура, °C                     | −27,2 | −27,4 | −21,2 | −14,1 | −4,7  | 7,2  | 14,7 | 11,3 | 4,3  | −9,5  | −20,2 | −25,4 | −9,1  |
| Средний суточный минимум, °C                | −30,7 | −31,1 | −24,6 | −18,4 | −7,9  | 3,5  | 10,2 | 7,6  | 1,4  | −12   | −23,4 | −28,9 | −14,1 |
| Абсолютный минимум, °C                      | −54,2 | −52   | −46   | −38,2 | −24,2 | −11  | 3,5  | −1,1 | −9,6 | −31,2 | −43,2 | −51,2 | −54,2 |
| Норма осадков, мм                           | 21,3  | 22,1  | 33    | 27    | 37,5  | 38,1 | 20,5 | 63,9 | 52   | 29,4  | 25,6  | 27,1  | 397,5 |
| Источник: http://russia.pogoda360.ru/946663 |       |       |       |       |       |      |      |      |      |       |       |       |       |

### Влажность воздуха
Относительная влажность воздуха может достигать 100 % в любое время года. Средние значения её наблюдаются в переходные периоды от зимы к лету и обратно. Для Талнаха средняя многолетняя относительная влажность составляет ~75 %.

### Атмосферное давление
Атмосферное давление в отдельные периоды колеблется в значительных пределах, амплитуда колебаний достигает 40 и более миллибар.
Средняя многолетняя величина атмосферного давления для Талнаха 997,6 мб.

### Ветровой режим
Ветровые потоки, не встречая значительных препятствий для передвижения на равнинных участках НПР, в целом обнаруживают постоянство, подчиняющееся лишь законам глобальной циркуляции приземных слоёв атмосферы.
Зимний период ветрового режима начинается с момента установления снежного и ледового покровов. Это с ноября по март, в те месяцы, когда циркуляция воздушных масс находится под влиянием мощного сибирского антициклона.
Среднемноголетняя скорость ветра по метеостанции Талнах составляет 4,9 м/сек.

### Осадки и снежный покров
Устойчивый снежный покров образуется в первой половине октября, а начинает исчезать со второй декады мая.
Снежный покров лежит в среднем 250—260 дней.
На открытой поверхности снег ложится неровным слоем. Результаты наблюдений за снежным покровом обнаруживают значительную вариацию его параметров во времени, которое во многом определяется особенностями ветрового режима. Так, в течение нескольких часов возможно выпадение или надув полуметра снежного покрова, который затем, при изменении направления или силы ветра полностью исчезает.
Значительный метелевый перенос снега вызывает крайне неравномерное распределение снежного покрова по территории.
Истинные даты схода и образования снежного покрова из года в год резко колеблются в пределах месяца. Количество же дней со снежным покровом довольно постоянная величина.
Продолжительность периода залегания снежного покрова 285 дней.
Количество осадков за холодный период составляет 64—67 % годовых сумм.
Число дней с метелями в течение года составляет в среднем 205 дней. Максимальное количество дней с метелями падает на январь и февраль. Продолжительность метелей колеблется от нескольких часов до 2—4 суток, а иногда и больше.

## Экономика

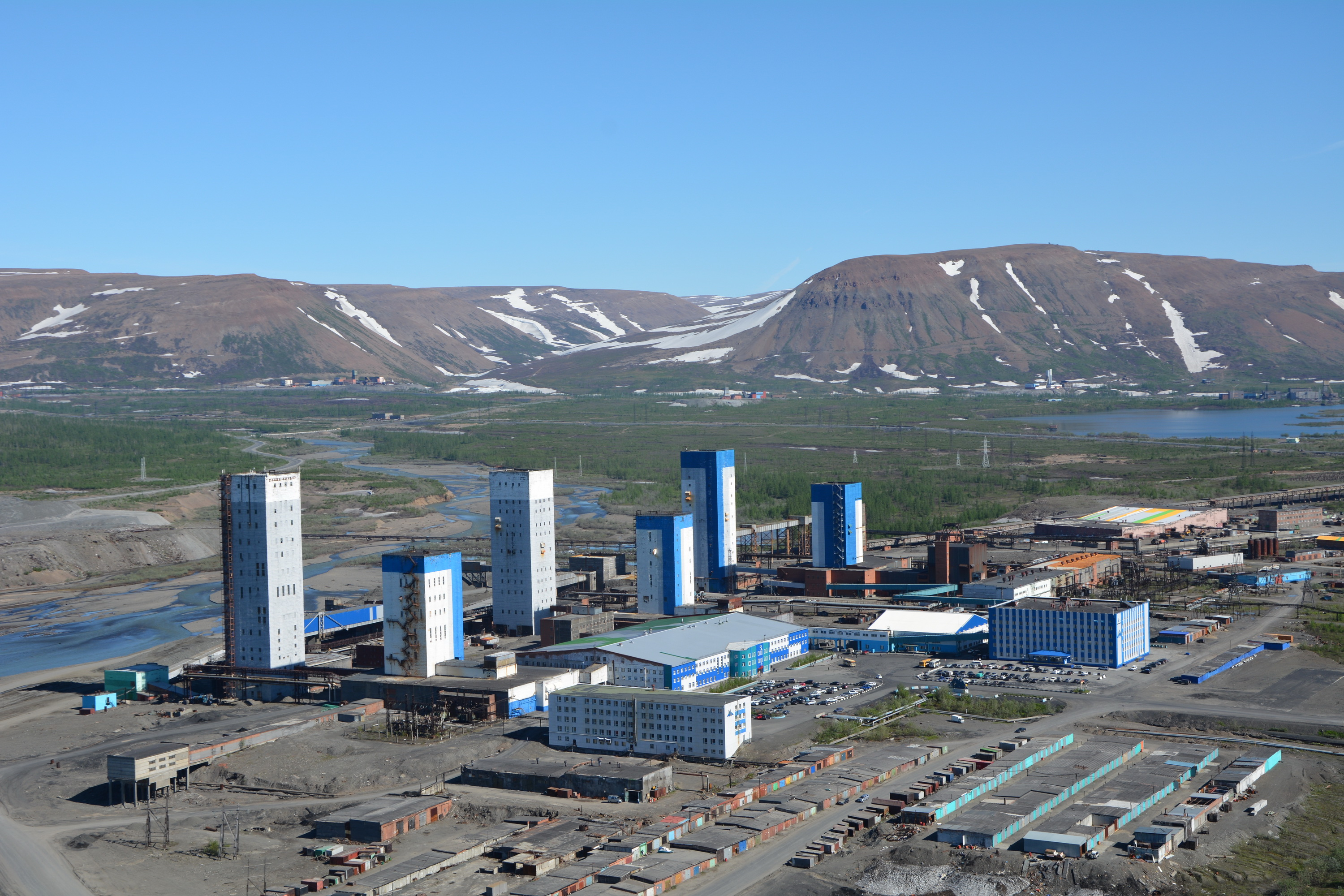
Рудник «Октябрьский»

На территории Талнаха работают крупнейшие в России подземные рудники, которые осваивают месторождения «Октябрьское» и «Талнахское»:
- «Маяк» (первый рудник Талнаха, открыт в 1965 году);
- «Комсомольский» (работает с 1971 года, глубина 722 м[19]);
- «Октябрьский»[20] (самый крупный рудник НПР, работает с 1974 года, глубина около 1200 м[19]);
- «Таймырский»[21] (открыт в 1982 году, глубина около 1500 м[19]);
- «Скалистый» (строится с 1986 года, первый пусковой комплекс действует с 2004 года[22]; осенью 2018 года достигнута глубина 2056 м[23] — стал самым глубоким в России и в Евразии).

Также в районе Талнах расположены:
- Талнахская обогатительная фабрика;
- Норильская ТЭЦ-2.

Рудники Талнаха являются основной сырьевой базой Заполярного филиала Горно-металлургической компании «Норильский никель», которые ведут добычу сульфидных медно-никелевых руд. Руды различной ценности содержат никель, медь, платину, золото, кобальт, палладий и другие редкие компоненты.
Общая протяжённость выработок Талнаха превышает 450 км. Протяжённость шахтного поля рудников «Комсомольский», «Маяк» и «Скалистый» составляет 12 км.

### Финансовые услуги
В районе имеются банковские отделения Сбербанка, Азиатско-Тихоокеанского Банка, Почта Банка, Совкомбанка, а также банкоматы Тинькоффа, Росбанка и банка Открытие.

## Транспорт
Талнах соединён железной дорогой и автомобильным шоссе с Центральным районом, Кайерканом, Оганером, Дудинкой, с аэропортом Алыкель и дудинским портом на Енисее.
Автодороги района
- Внутри района — 15,6 км;
- Объездная Талнаха — 17,9 км;
- а/д Норильск-Талнах — 19,7 км;
- Тротуары — 65 342 м²;
- Протяжённость сетей наружного освещения — 11,1 км.

Общественный транспорт
В Талнахе пять городских автобусных маршрутов, из них маршрут № 22 связывает Талнах с Центральным районом, маршрут № 41 следует до городской больницы в районе Оганер, и 3 маршрута (№23, 24 и 27к) курсируют по самому Талнаху. Перевозку осуществляют муниципальное предприятие НПОПАТ (Норильское производственное объединение пассажирского автотранспорта) и частная транспортная компания (маршрут 27к). Также в районе хорошо развито такси.
Железнодорожный транспорт
На железной дороге работает около 2 тысяч человек. До 1998 велись пассажирские перевозки. 1 декабря 1999 года Норильская железная дорога вошла в состав ОАО «Норильская горная компания» (ОАО «Норильский никель»). Без железной дороги работа металлургического комбината невозможна. Развёрнутая протяжённость — 333 километра. Насчитывается около 2500 грузовых вагонов, 88 локомотивных секций. За 2001 год Норильская железная дорога перевезла 15 млн тонн груза. На её долю приходилось 80 % грузооборота, выполненного всеми видами транспорта в Норильском промышленном районе. За 65 лет по НЖД перевезёно более 700 млрд тонн грузов.
Аэропорт
Аэропорт расположен примерно в 65 км западнее от Талнаха. Имеет статус внутреннего аэропорта федерального значения, является аэродромом совместного базирования с государственной авиацией. Приравнен к условиям Международного (пересечение воздушных магистралей: транссибирской и трансатлантической). Годовой пассажиропоток в 2021 году составил 605 тыс. чел. Аэропорт является единственной связью севера Красноярского края с другими регионами России, не считая судоходства по реке Енисею и Северному морскому пути.

## Образование и культура
- Филиал музейно-выставочного комплекса «Музей Норильска», который ежегодно открывает в своих залах, на базе школ, детских садов, учреждений и предприятий 8-10 новых выставок, проводит более 30 социокультурных мероприятий, оказывает консультативную и методическую помощь различным предприятиям, организациям, жителям района Талнах. За год филиал музея принимает в среднем 120 тысяч посетителей[25];
- Музей боевой славы норильского местного отделения «Боевое братство»[26];
- Талнахская детская школа искусств4 образовательных направления: музыкальное, художественное, театральное и хореографическое. На сегодняшний день Талнахская детская школа искусств — это уникальный центр художественного образования, творческая лаборатория для 686 детей в возрасте от 6 до 18 лет[27][28];
- Культурно-досуговый центр (КДЦ) им. В. Высоцкого — площадка по организации и проведению культурно-массовых мероприятий, досуговой деятельности, концертных программ и фестивалей любого уровня, имеет современный цифровой кинозал с возможностью демонстрации фильмов в формате 3D. Также для посетителей предусмотрен кинобар. На базе центра работают творческие коллективы и клубные объединения, а также студия анимации для детей[29][30];
- Талнахская городская библиотека[31];
- Библиотека № 6;
- МБУ ДО «Центр внешкольной работы». Обучаются около 3 000 детей от 5 до 18 лет в объединениях по пяти направленностям: художественной, технической, естественнонаучной, социально-педагогической и физкультурно-спортивной;
- Филиал центра раннего развития «Ромашково»;
- Центр развития личности «Старт». Обучение проходит по следующим направлениям: хореография, йога, гимнастика, фитнес, живопись, вокал, студия моды, английский язык, развитие речи и др.
- Центра раннего развития «Домашний детский сад» (3 филиала).

Хорошо развита система школьного и дошкольного образования, входящая в единую систему образования Большого Норильска.

## Спорт
- В Талнахе действует стадион «Солнышко», предназначенный как для учебно-тренировочного процесса, так и для проведения соревнований Международного уровня. Стадион оснащён трибуной на 314 зрительских мест;
- Крытый каток «Умка» функционирует в течение 6 месяцев. Пропускная способность катка в среднем 800 — 1 100 в день;
- Муниципальное бюджетное учреждение "Спортивный комплекс «Талнах» состоит из двух отдельно стоящих спортивных сооружений. Одновременно здесь могут заниматься до 96 человек, в сутки — до 400 человек;
- Плавательный бассейн «Волна». Единовременная пропускная способность — 55 человек, суточная — 350 человек. На базе бассейна работают 11 групп детской юношеской спортивной школы и проводятся занятия в 29 группах оздоровительной направленности с занимающимися различного возраста;
- МБОУ ДОД «Детско-юношеская спортивная школа № 4»;
- Спортивно-оздоровительный центр «Восток»;
- Фитнес-клуб Maximus[32], спортивные клубы Antares и Спарта и др.

## Достопримечательности
Памятник «Вечно живым!». Установлен в честь Победы советского народа в Великой Отечественной войне.
Памятник «Первым!». Место расположения памятника было выбрано не случайно: именно там была установлена первая палатка строителей Талнаха.
Памятник «Приют беспокойных сердец». Был открыт 10 октября 2009 года.
| №  | Название                               | Местоположение                  | Год основания                                     | Текст |
| -- | -------------------------------------- | ------------------------------- | ------------------------------------------------- | --- |
| 1  | Памятный знак «Бауманцам»              | Сквер «Студенческий»            | 1980 г. (реставрация и перенос в августе 2016 г.) | |
| 2  | Мемориальная доска К. Артемьеву        | ул. Игарская, д. 40             | 22 июня 2001 г.                                   | «Артемьев Константин 1979 г. Учился в 1986—1994 гг. Погиб в Чечне 07.01.2000 г. Награждён орденом Мужества» |
| 3  | Памятная доска В. С. Высоцкому         | КДЦ имени В. С. Высоцкого       |                                                   | «Высоцкий Владимир Семёнович 1938—1980 гг. Поэт, актёр, автор и исполнитель песен» |
| 4  | Памятная доска Н. М. Федоровского      | ул. Федоровского, д. 1          | 1987 г.                                           | «Улица названа в честь Федоровского Николая Михайловича 1886—1956 гг., доктора геолого-минералогических наук, профессора, члена-корреспондента Академии наук СССР, директора Всесоюзного института минерального сырья. С 1943 года узник Норильлага. Преподавал в Норильском ГМТ» |
| 5  | Мемориальная доска В. В. Захарченко    | МБОУ «СШ № 30»                  | 1990 г.                                           | "Здесь учился Захарченко Виктор Владимирович, погибший в Афганистане при выполнении интернационального долга 15 августа 1987 года. Награждён орденом «Красная Звезда» |
| 6  | Мемориальная доска В. П. Коломийцу     | ул. Полярная, д. 1              | 23 августа 2001 г.                                | "В этом доме с 1971 по 1987 год жил Коломиец Владимир Павлович. Почётный гражданин города Талнаха. Кавалер ордена «Знак почёта» |
| 7  | Памятная доска Г. Д. Маслову           | МБОУ «СШ № 20»                  | Сентябрь, 1980 г.                                 | «Улица названа в честь Маслова Георгия Дмитриевича (1915—1968), геолога, Героя Социалистического труда, первооткрывателя Талнахского месторождения медно-никелевых руд» |
| 8  | Памятная доска Д. И. Литвинову         | МБОУ «СШ № 27»                  | Май, 2005 г.                                      | «Литвинов Дмитрий учился в школе № 27 с 1983—1987 гг. В 1987-1988 гг. Дмитрий учился в школе № 42, далее в школе № 43. Погиб в Чечне 20.01.1995 г. Награждён орденом Мужества (посмертно)»                                                                                        |
| 9  | Памятная доска В. В. Рыжкову           | ул. Федоровского, д. 5          | Июнь, 2006 г.                                     | «Почётному гражданину города Норильска, полярному путешественнику, мастеру спорта Международного класса, арктическому штурману, спасателю, другу и человеку Василию Рыжкову (1952—1996)»                                                                                          |
| 10 | Памятный знак студентам-«бауманцам»    |                                 |                                                   | «Студенческим строительным отрядам МВТУ имени Н. Баумана 1960—1980-х годов XX века» |
| 11 | Памятный знак «Здесь начинался Талнах» | Талнах, подножие горы Отдельной | 26 августа 2010 г.                                | |

## Символика
Официальным символом Талнаха является герб, утверждённый решением № 26-335 «О гербе города Талнаха» от 20 ноября 2002 года. Геральдическое описания герба: в лазоревом поле повышенная червлёная (красная) гора о трёх вершинах, средняя из которых выше, а левая — ниже прочих: поверх всего серебряный стоящий олень, держащий на рогах золотой ключ, положенный в пояс, бородкой кверху. Бородка ключа выполнена в форме буквы «Т».